# Paronuphis bermudensis
Paronuphis bermudensis är en ringmaskart som beskrevs av Hartman 1965. Paronuphis bermudensis ingår i släktet Paronuphis och familjen Onuphidae. Inga underarter finns listade i Catalogue of Life.